# Gegarandeerde traditionele specialiteit
Een gegarandeerde traditionele specialiteit (afgekort GTS) is onderdeel van een reeks Europese verordeningen die streekproducten een bescherming bieden tegen namaak. 
De eerste verordening is vastgesteld in 1992. Sindsdien kent de Europese Unie drie beschermingscategorieën voor streekproducten, namelijk:
- de beschermde oorsprongsbenaming (BOB)
- de beschermde geografische aanduiding (BGA)
- de gegarandeerde traditionele specialiteit (GTS).

De Verordening is opgevolgd door Verordening (EG) nr. 510/2006 en daarna Verordening (EU) nr. 1151/2012.. Deze bracht de voorschriften voor het registreren van producten als BOB, BGA en GTS bijeen in één enkele verordening.
Onder de naam eAmbrosia wordt een register bijgehouden van streekproducten, zowel “beschermde geografische aanduiding als beschermde oorsprongsbenaming, in drie registers: wijnen, landbouwproducten en levensmiddelen, en gedistilleerde dranken. Op de lijst staan zo'n 600 streekproducten zoals balsamicoazijn uit Modena, Elzasser zuurkool, Kroatische olijfolie en gorgonzola uit het noorden van Italië.
Voor elk beschermd product gelden meer of minder strenge regels: een vast procedé en een afgebakend gebied waar wordt geproduceerd. De producten worden in principe alleen binnen de EU beschermd tegen namaak, namaak uit niet-EU landen is dus niet beschermd. Wereldwijde bescherming ligt moeilijk binnen de Wereldhandelsorganisatie.
Bij de gegarandeerde traditionele specialiteit moet een product op traditionele wijze gemaakt worden.
Logo’s van de EU

Beschermde oorsprongsbenaming
Beschermde geografische aanduiding
Gegarandeerde traditionele specialiteit

## Voorbeelden

### België
België heeft vijf producten die specifiek dit label dragen.
- Geuze (sinds 1997)
- Kriek (sinds 1997)
- Faro (sinds 1997)
- lambiek-Geuze (sinds 1998)
- lambiek-Kriek (sinds 1998)

### Nederland
Nederland heeft vier producten die dit label dragen.
- boerenkaas (sinds 2007)[6]
- basterdsuiker (sinds 2013)[7]
- Suikerstroop (sinds 2014)
- Hollandse Nieuwe (sinds 2015)[8]

### Andere
- Italiaanse mozzarellakaas
- Spaanse serranoham